# Quantino
Quantino — концепт-кар, збудований NanoFlowcell і анонсований в 2015 році на Geneva Motor Show разом з іншим подібним більшим і потужнішим авто Quant F.

## Опис
Quantino — повністю функціональний концепт-кар з рідкими проточними батареями. Ємність батарей 350 л іонної рідини в двох окремих баках по 175 л кожен. Один бак містить позитивно заряджену іонну рідину, інший — негативну. Quantino має 4 місця для пасажирів і 4 двигуна. Купе довжиною 3.9 м оснащене 4-ма електромоторами потужністю 25 kW (136 кс.). Максимальна швидкість 200 км.год із максимальною дальністю поїздки в 1000 км.

## Тестування
Концепт Quantino проходить дорожні тестові випробування. Виробництво заплановане на 2015 рік.